# حمل جبري

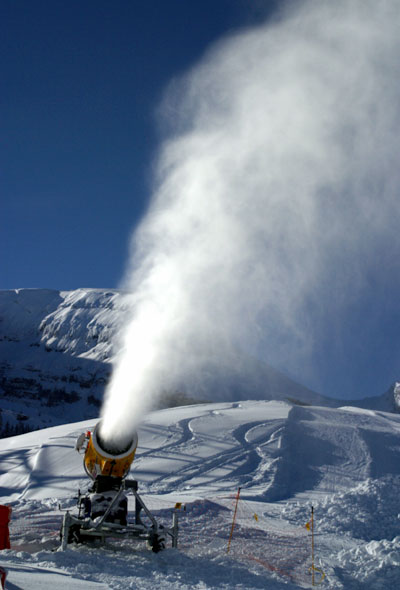
حمل قسري عن طريق المروحة في آلة الثلج.

الحمل الجبري أو الحمل القسري (بالإنجليزية: Forced convection)‏، هو آلية أو نوع من النقل الذي يتم توليد حركة السوائل من مصدر خارجي (مثل مضخة، مروحة، جهاز الشفط، وما إلى ذلك). يستخدم الحمل القسري لزيادة معدل التبادل الحراري.